# Eodiaptomus shihi
Eodiaptomus shihi is een eenoogkreeftjessoort uit de familie van de Diaptomidae. De wetenschappelijke naam van de soort is voor het eerst geldig gepubliceerd in 1992 door Reddy.